# You, Zhuzhou
You är ett härad som lyder under Zhuzhous stad på prefekturnivå i Hunan-provinsen i södra Kina.